# Didemnum congregatum
Didemnum congregatum är en sjöpungsart som beskrevs av Kott 2004. Didemnum congregatum ingår i släktet Didemnum och familjen Didemnidae. Inga underarter finns listade i Catalogue of Life.